# Calyptranthes moaensis
Calyptranthes moaensis är en myrtenväxtart som beskrevs av Brother Alain. Calyptranthes moaensis ingår i släktet Calyptranthes och familjen myrtenväxter. Inga underarter finns listade i Catalogue of Life.